# Camanche North Shore
Camanche North Shore – jednostka osadnicza w Stanach Zjednoczonych, w stanie Kalifornia, w hrabstwie Amador.